# Nasrallah (délégation)
Pour les articles homonymes, voir Nasrallah (homonymie).
Nasrallah est une délégation tunisienne dépendant du gouvernorat de Kairouan.
En 2004, elle compte 37 112 habitants dont 17 968 hommes et 19 144 femmes répartis dans 7 302 ménages et 8 178 logements.